# Calanchi di Rigoroso, Sottovalle e Carrosio
Calanchi di Rigoroso, Sottovalle e Carrosio este o arie protejată (sit de importanță comunitară — SCI) din Italia întinsă pe o suprafață de 547 ha, integral pe uscat.

## Localizare
Centrul sitului Calanchi di Rigoroso, Sottovalle e Carrosio este situat la coordonatele 44°39′25″N 8°51′58″E / 44.657°N 8.866°E.

## Înființare
Situl Calanchi di Rigoroso, Sottovalle e Carrosio a fost declarat sit de importanță comunitară în mai 2017 pentru a proteja 1 specie de plante și 15 specii de animale.

## Biodiversitate
Situată în ecoregiunea continentală, aria protejată conține 6 habitate naturale: Păduri aluvionare cu Alnus glutinosa și Fraxinus excelsior (Alno-Padion, Alnion incanae, Salicion albae), Pajiști carstice calcaroase sau bazofile, de Alysso-Sedion albi, Izvoare petrifiante cu formare de travertin (Cratoneurion), Formațiuni de Juniperus communis pe lande sau pajiști calcaroase, Pajiști uscate seminaturale și facies de acoperire cu tufișuri pe substraturi calcaroase (Festuco-Brometalia) (* situri importante pentru orhidee), Ape puternic oligomezotrofe cu vegetație bentonică cu Chara spp..
La baza desemnării sitului se află mai multe specii protejate:
- plante (1): Himantoglossum adriaticum
- păsări (6): caprimulg (Caprimulgus europaeus), șerpar (Circaetus gallicus), ciocănitoare neagră (Dryocopus martius), sfrâncioc roșiatic (Lanius collurio), ciocârlie de pădure (Lullula arborea), viespar (Pernis apivorus)
- amfibieni (1): Speleomantes strinatii
- mamifere (3): lupul (Canis lupus), liliac cărămiziu (Myotis emarginatus), liliacul mare cu potcoavă (Rhinolophus ferrumequinum)
- nevertebrate (4): Austropotamobius pallipes, fluturele de noapte (Eriogaster catax), Euplagia quadripunctaria, rădașcă (Lucanus cervus)
- pești (1): Telestes muticellus

Pe lângă speciile protejate, pe teritoriul sitului au mai fost identificate 38 de specii de plante, 13 specii de păsări, 3 specii de amfibieni, 3 specii de mamifere, 4 specii de nevertebrate, 7 specii de reptile.